# Starship Entertainment
Starship Entertainment (hangul: 스타쉽 엔터테인먼트; romanización revisada: seutasuib enteoteinmenteu) es una empresa discográfica de Corea del Sur. Tiene varios artistas, como MONSTA X, Cravity, K.Will, Ive y WJSN.

## Historia
El fundador de la compañía, Kim Shi-dae, previamente trabajó como mánager de la banda de K-pop llamada Cool y trabajó para la empresa de Bang Si-hyuk, Big Hit Music, entre 2005 y 2007 antes de establecer su propia empresa. El primer artista de Starship fue K.Will, seguido por Sistar, Boyfriend, Monsta X, WJSN, Cravity, Ive y KiiiKiii. La compañía cuenta con 23 empleados.
El 18 de diciembre de 2013, el 70% de las acciones de la empresa fue adquirido por su distribuidor, Kakao Entertainment, lo que es una filial independiente de este último.

## Artistas

### Grupos
| Debut | Grupo     | Género    | Miembros                                                                                               | Líder    | Estado   | Fanclub     | Color Oficial |
| ----- | --------- | --------- | --- | -------- | -------- | ----------- | ------------- |
| 2010  | Sistar    | Femenino  | Bora, Hyolyn, Soyou y Dasom                                                                            | Hyolyn   | Inactivo | Star1       | Fucsia        |
| 2011  | Boyfriend | Masculino | Donghyun, Hyunseong, Jeongmin, Youngmin, Kwangmin y Minwoo                                             | Donghyun | Activo   | BestFriends | Turquesa      |
| 2015  | Monsta X  | Masculino | Shownu, Minhyuk, Kihyun, Hyungwon, Jooheon, I.M y Wonho                                                | Shownu   | Activo   | Monbebe     | —             |
| 2016  | WJSN      | Femenino  | Seola, Bona, Exy, Soobin, Luda, Dawon, Eunseo, Yeongjung, Yeoreum, Dayoung, Xuanyi, Cheng Xiao y Meiqi | Exy      | Activo   | Ujung       | —             |
| 2020  | Cravity   | Masculino | Serim, Allen, Jungmo, Woobin, Wonjin, Minhee, Hyeongjun, Taeyoung y Seongmin                           | Serim    | Activo   | Luvity      | —             |
| 2021  | Ive       | Femenino  | Gaeul, Yujin, Rei, Wonyoung, Liz y Leeseo                                                              | Yujin    | Activo   | Dive        | —             |
| 2025  | KiiiKiii  | Femenino  | Leesol, Sui, Haum, Jiyu y Kya                                                                          | Jiyu     | Activo   | TiiiKiii    | —             |

### Solistas
- K.Will
- Jeong Se Woon

### Subunidades
- WJSN Chocome
- WJSN The Black
- Monsta X -Shownu y hyungwon

## Starship X
Starship X (스타쉽 엑스) es una sub-discográfica independiente de Starship Entertainment, fundado en 2013. Se centra en hip-hop coreano.

### Solistas
- Mad Clown
- Junggigo
- Jooyoung
- #GUN

## Trainees
- Kim Na-yoon
- Jung Se-un
- Choi Seuk-won

### Notables ex aprendices
- Jung Young-hoon - Iba a debutar en la próxima boyband NuBoyz, pero no pudo debido a problemas de salud. Más tarde debutó en Halo.[2]

- Park Sun-ho - Iba a debutar en Boyfriend, pero fue reemplazado por Hyunseong. Sin embargo a partir de 2014, es un actor bajo Sidus HQ.[3]

- Noh YoonHo - Participante del programa de supervivencia No.Mercy en el 2014 - 2015 para ser integrante de Monsta X pero fue eliminado. Actualmente es miembro del grupo VAV de la agencia A Team

- Park MinKyun - Participante del programa de supervivencia No.Mercy en el 2014 - 2015 para ser integrante de Monsta X pero fue eliminado.

Actualmente es miembro del grupo ONF de la agencia WM Entertainment.